# Nenasytná
Nenasytná (v anglickém originále Insatiable) je černohumorný televizní seriál vytvořený Lauren Gussisovou. Hrají v něm Dallas Roberts a Debby Ryanová. Je založen na článku „The Pageant King of Alabama“ od Jeffa Chua, zveřejněném v roce 2014 v The New York Times. První sezóna měla premiéru na Netflixu 10. srpna 2018. V září 2018 získal seriál druhou řadu, která měla premiéru 11. října 2019. V únoru 2020 společnost Netflix seriál po dvou sériích zrušila.

## Příběh
Patty Bladell je teenagerka, která byla ve škole neustále šikanována kvůli své nadváze. Poté, co byla přes letní prázdniny kvůli nehodě na tekuté stravě, je nyní hubená a snaží se pomstít svým tyranům. Zneuctěný advokát a posedlý trenér miss krásy Bob Armstrong si všimne Pattyina potenciálu a chystá ji změnit v královnu krásy.

## Obsazení

#### Hlavní role
| Dallas Roberts     | Robert „Bob“ Armstrong Jr.                         |
| Debby Ryan         | Patricia „Patty“ Bladell                           |
| Christopher Gorham | Robert „Bob“ Barnard                               |
| Sarah Colonna      | Angie Bladell                                      |
| Erinn Westbrook    | Magnolia Barnard                                   |
| Kimmy Shields      | Nonnie Thompsonová                                 |
| Michael Provost    | Brick Armstrong                                    |
| Irene Choi         | Dixie Sinclair                                     |
| Alyssa Milano      | Coralee Huggins-Armstrong                          |
| Arden Myrin        | Regina Sinclair (2. řada; vedlejší role v 1. řadě) |

#### Vedlejší role
| Daniel Kang           | Donald Choi                                               |
| Jordan Gelber         | šerif Hank Thompson                                       |
| James Lastovic        | Christian Keene (1. řada; host ve 2. řadě)                |
| Christine Taylor      | Gail Keene                                                |
| Michael Ian Black     | pastor Mike Keene                                         |
| Ashley D. Kelley      | Deborah „Dee“ Marshall                                    |
| Alex Landi            | Henry Lee (2. řada)                                       |
| Vincent Rodriguez III | detektiv Rudy Cruz (2. řada)                              |
| Caroline Pluta        | Heather Kristina Pamela Kendall Jackson Johnson (2. řada) |

#### Hosté
| Carly Hughes                                        | Etta Mae Barnardová        |
| Brett Rice                                          | Robert Armstrong Sr.       |
| Chloe Bridges                                       | Roxy Buckley               |
| Beverly D'Angelo                                    | Stella Rose Buckley        |
| Jon Lovitz                                          | otec Schwartz              |
| Drew Scheid                                         | Gary / Kid                 |
| William Baldwin (1. řada) / Dana Ashbrook (2. řada) | Gordy Greer                |
| Gloria Diaz                                         | Gloria Reyes (2. řada)     |
| Tommy Dorfman                                       | Jonathan (2. řada)         |
| Katherine Manchester                                | Becky (2. řada)            |
| Shannon DeVido                                      | Shannon (2. řada)          |
| Lance Bass                                          | Brazen Moorehead (2. řada) |

## Vysílání
| Řada | Díly | Premiéra na Netflixu |
| ---- | ---- | -------------------- |
| 1    | 12   | 10. srpna 2018       |
| 2    | 10   | 11. října 2019       |

## Výroba
Pilotní díl byl objednán stanicí The CW, ale později se ho ujal Netflix. Seriál byl natočen v Newnanu v Georgii. Druhá řada byla filmována od začátku března 2019 do konce června 2019. První řada má 12 dílů, druhá epizod deset. Dne 14. února 2020 byl seriál po dvou řadách zrušen.

## Zveřejnění
Dne 19. července 2018 byl zveřejněn trailer pro první sérii. První řada měla premiéru 10. srpna na Netflixu.

### Marketing
Dne 10. července 2018 společnost Netflix vydala první teaser a první obrázky ze série.

### Kontroverze
The Guardian dne 24. července 2018, tedy před vydáním seriálu, informoval, že přes 100 000 lidí podepsalo na webu Change.org během čtyř dní online petici, jež požadovala, aby společnost Netflix zrušila Nenasytnou, a obviňovala Netflix, že podporuje sociální stigma obezity. Tvůrkyně seriálu Lauren Gussis svůj pořad obhajovala a říkala, že je založen na jejích vlastních zážitcích z doby dospívání. Alyssa Milano na Twitteru uvedla: „Patty nezostuzujeme. Prostřednictvím komedie se věnujeme újmě, ke které dochází v důsledku stigmatu obezity.“ K 27. srpnu 2018 měla petice přes 230 000 podpisů.